# Enser

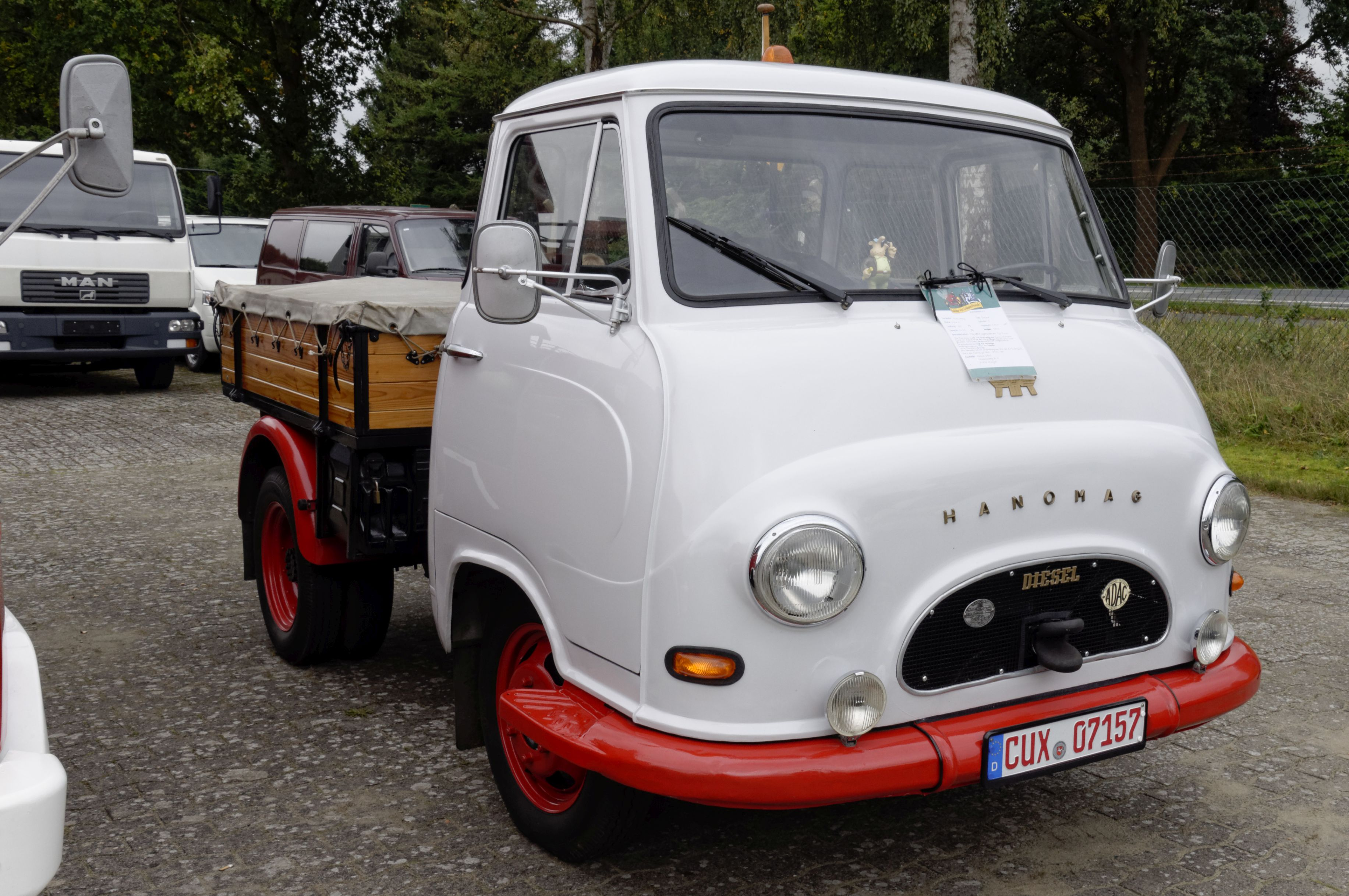
Enser-Zugmaschine auf Basis des Hanomag Kurier mit patentierter Rangierkupplung im Kühlergrill

Enser war ein deutscher Hersteller von leichten Straßenzugmaschinen, der von 1958 bis 1971 Zugmaschinen auf der Basis von Hanomag-Modellen baute.
Nachdem Hanomag 1950 die Produktion von Zugmaschinen aufgegeben hatte, stellte sich heraus, dass im Segment der leichten Zugfahrzeuge weiterhin ein gewisser Bedarf bestand. So bot August Enser, der eine Hanomag-Vertretung im bayrischen Fürth  besaß, ab 1958 modifizierte Hanomag-Lastkraftwagen an, die technisch den Anforderungen an Zug- und Rangierfahrzeuge angepasst wurden. Als Basis dienten bis 1960 der kleine Haubenwagen des Typs Hanomag L 28, von 1960 bis 1967 der Frontlenker Hanomag Kurier und ab 1967 die nachfolgende Hanomag F-Reihe.
Die Zuglasten betrugen zunächst bis zu 20 Tonnen. Die Fahrzeuge wurden zum innerörtlichen Transport von Anhängern sowie als Rangierfahrzeuge bevorzugt auf engen Betriebsgeländen eingesetzt. Neben Gewerbebetrieben war die Deutsche Bundespost ein bedeutender Abnehmer dieser Fahrzeuge. Als die Nachfrage zurückging, wurde der Bau der Enser-Zugmaschinen 1971 aufgegeben.